# Hr.Ms. Van Kinsbergen (1939)
Hr.Ms. Van Kinsbergen − holenderski artyleryjski okręt szkolny (kanonierka) z okresu II wojny światowej. Podczas wojny służył jako eskortowiec. Po jej zakończeniu powrócił do roli okrętu szkolnego, zaś w latach 50. był wykorzystywany do służby kolonialnej, a następnie, po wycofaniu z pierwszej linii, hulk mieszkalny. Od 1959 do 1973 roku służył jako stacjonarna pracownia dla szkoły morskiej w Amsterdamie.

## Projektowanie i budowa
W związku z intensywnym rozwojem holenderskiej marynarki wojennej (Koninklijke Marine), w połowie lat 30. XX wieku rozpoczęto prace projektowe nad nową jednostką szkolną dla artylerzystów, mającą zastąpić w tej roli stary krążownik pancernopokładowy „Gelderland”. W 1937 roku zawarto ze stocznią Rotterdamsche Droogdok Maatschappij w Rotterdamie kontrakt na budowę nowego okrętu. Stępkę pod budowę o numerze 201 położono 11 września 1937 roku, wodowanie odbyło się 5 stycznia 1939 roku. Nazwę, użytą po raz drugi w historii floty holenderskiej, nadano dla uczczenia admirała Jana Hendrika van Kinsbergena (1735−1819).
Rejsy próbne jednostki rozpoczęły się na przełomie kwietnia i maja 1939 roku, zaś oficjalne przyjęcie do służby nastąpiło 24 sierpnia (podawana jest również data 21 sierpnia) tegoż roku. Pierwszym dowódcą „Van Kinsbergena” został komandor porucznik John Louis Karel Hoeke.

## Opis konstrukcji
„Van Kinsbergen” miał kadłub długości całkowitej 103,2 m (100,2 m na konstrukcyjnej linii wodnej), szerokości maksymalnej 11,63 m i średnim zanurzeniu 3,4 m. Jego wyporność standardowa wynosiła 1700 ton angielskich (ts), konstrukcyjna 1760 ts, zaś pełna 1938 ts. Kadłub był podzielony na 16 przedziałów wodoszczelnych.
Napęd okrętu stanowiły dwa zespoły turbin parowych typu Stork-Werkspoor o łącznej projektowanej mocy 17 000 shp, zasilane w parę przez dwa kotły typy Yarrow o maksymalnym ciśnieniu roboczym 21 at i poruszające za pośrednictwem przekładni redukcyjnej dwa wały napędowe, każdy z jedną śrubą o średnicy 2,65 m. Maksymalny zapas paliwa wynosił w pierwszym okresie służby 128 ts ropy. Podczas prób morskich okręt uzyskał maksymalną prędkość 25,5 węzła i moc 19 750 shp.
Początkowe uzbrojenie składało się z czterech pojedynczych armat Bofors no. 6 L/50 kal. 120 mm, produkowanych na licencji w holenderskiej firmie Wilton-Fijenoord, umieszczonych po dwie na dziobie i rufie, w superpozycji; dwóch podwójnych armat przeciwlotniczych Bofors L/56 kal. 40 mm, zainstalowanych na dachu pomostu dowodzenia i na nadbudówce rufowej oraz dwóch zdwojonych wielkokalibrowych karabinów maszynowych Colt kal. 12,7 mm. Dla celów szkoleniowych na śródokręciu lewej burty zamontowano dwie armaty ćwiczebne kal. 75 mm.
„Van Kinsbergen” otrzymał lekkie opancerzenie, chroniące najbardziej wrażliwe elementy konstrukcji. Było ono wykonane ze stali utwardzanej powierzchniowo o maksymalnej grubości 20 mm na stanowisku dowodzenia, pokładzie głównym i wzdłużnych grodziach przeciwtorpedowych, 15 mm nad komorami amunicyjnymi i 13 mm na burtach. Działa kal. 120 mm miały maski ochronne o grubości 80 mm od czoła i 25 mm w pozostałej części. Całkowity ciężar pancerza wynosił 260 ts.
Projektowana załoga wynosiła 214 oficerów i marynarzy oraz 13 kadetów. Podczas wojny, w związku ze zwiększaniem liczby uzbrojenia przeciwlotniczego i innymi modyfikacjami, wzrosła do 255 osób.

## Modyfikacje
W trakcie służby okręt podlegał kilku znaczniejszym modyfikacjom, wynikającym głównie z wymuszonej działaniami wojennymi zmiany sposobu wykorzystania jednostki oraz koniecznością dostosowania go do nowych wymogów. W połowie 1940 otrzymał zrzutnie bomb głębinowych. Pierwsza znaczniejsza modernizacja została przeprowadzona od lipca do września 1941 roku w Liverpoolu. W miejsce zdemontowanych dział ćwiczebnych i karabinów Colta zainstalowano na jednostce dwa pojedyncze działka Bofors kal. 40 mm oraz cztery miotacze bomb głębinowych, instalacje do wykrywania zanurzonych okrętów podwodnych i powiększono zbiorniki paliwa, którego zapas, wynoszący teraz 438 ts pozwalał przepłynąć 5790 mil morskich przy prędkości ekonomicznej 14,3 węzła.
Na kolejną przebudowę „Van Kinsbergen” został skierowany pod koniec sierpnia 1942 roku do stoczni US Navy w Norfolk. Tam, do października, okręt przezbrojono, usuwając przednie zdwojone działko kal. 40 mm i montując w zamian sześć działek Oerlikon kal. 20 mm, dwa miotacze rakietowych bomb głębinowych typu Mousetrap oraz modernizując wyposażenie radarowe i sonarowe.
Na przełomie 1946 i 1947 roku „Van Kinsbergen” został ponownie przystosowany do roli okrętu szkolnego. Przebudowę przeprowadziła jego macierzysta stocznia w Rotterdamie. Przebudowano nadbudówki i komin, wymieniono maszt główny, zaś w miejsce dotychczasowych dział kal. 120 mm zamontowano dwa działa uniwersalne kal. 105 mm produkcji niemieckiej, pozyskane z umocnień Wału Atlantyckiego. Niewielkim zmianom poddano również uzbrojenie małokalibrowe i przeciwpodwodne.

## Przebieg służby

### II wojna światowa

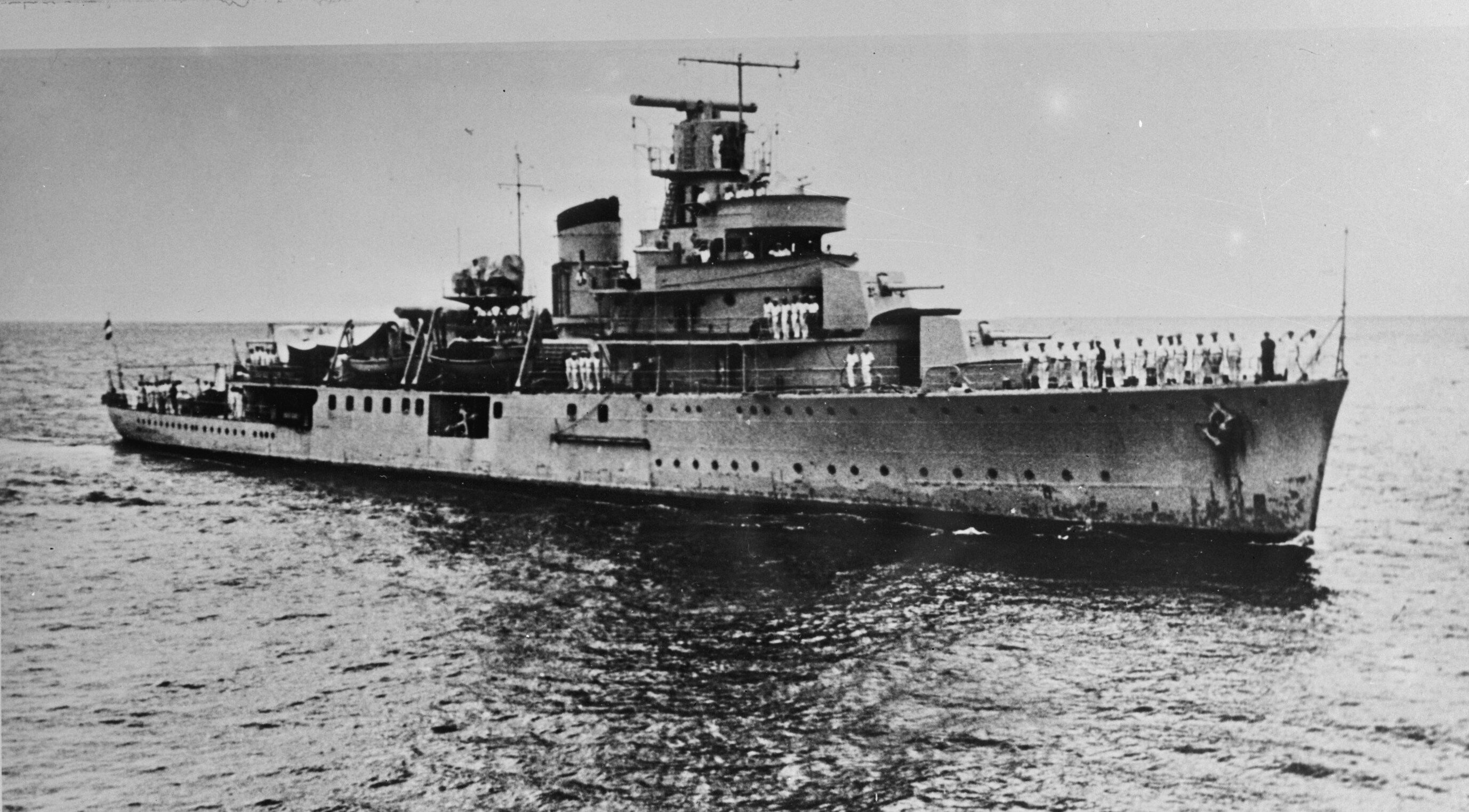
„Van Kinsbergen” na początku służby

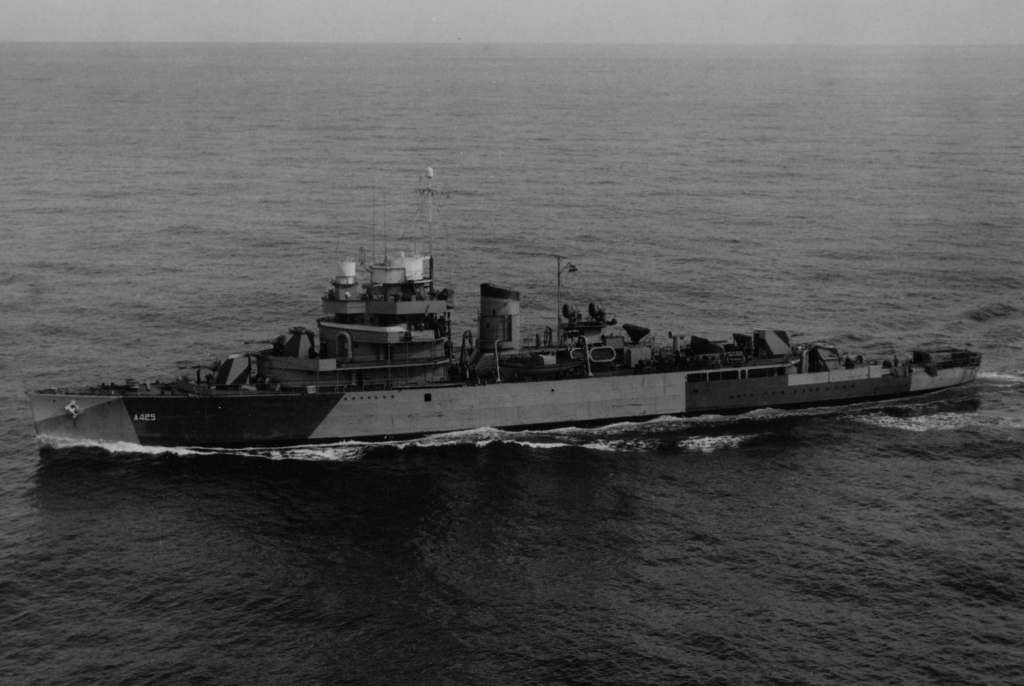
„Van Kinsbergen” w kamuflażu w październiku 1944 roku

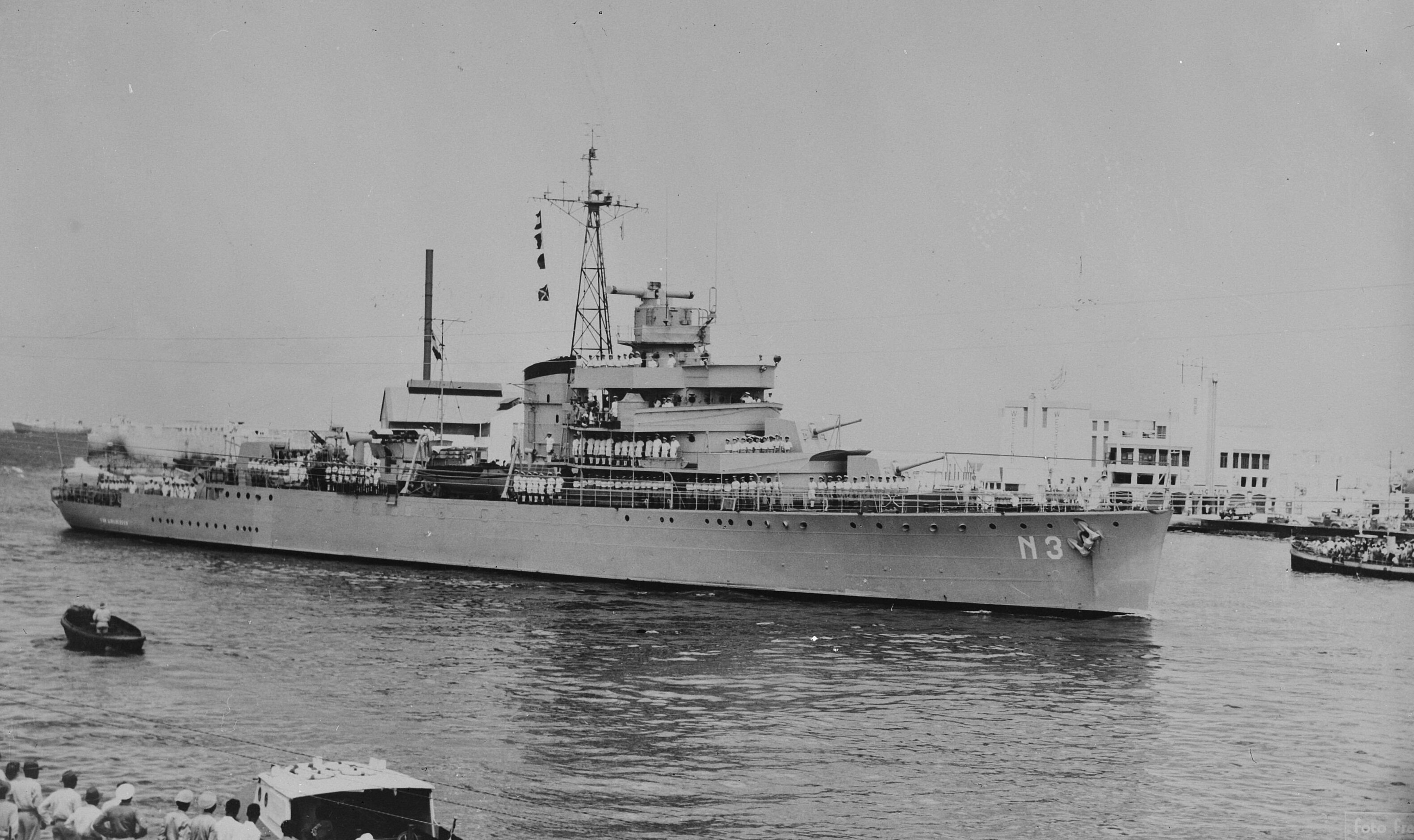
„Van Kinsbergen” w 1948 roku

„Van Kinsbergen” wypłynął z Den Helder 2 października 1939 roku, kierując się do holenderskich posiadłości w Indiach Zachodnich. W rejsie towarzyszyły mu okręty podwodne O 14 i O 20. 31 października zespół dotarł do Curaçao. W związku z deklarowaną przez Holandię neutralnością w toczącej się od 1 września wojnie, okręt kilkakrotnie zmuszony był do interwencji w przypadkach naruszania granicy wód terytorialnych przez jednostki brytyjskie. Ich aktywność z kolei spowodowana była faktem schronienia się na redzie Willemstad grupy niemieckich statków, którym nie udało się przedrzeć do portów III Rzeszy.
10 maja 1940 roku, tuż po otrzymaniu wiadomości o niemieckiej agresji na Holandię załoga okrętu, wraz z lądowym garnizonem wyspy, przeprowadziła akcję zajęcia sześciu niemieckich statków. Zostały one później wcielone do holenderskiej floty handlowej. 19 maja „Van Kinsbergen” wszedł w skład brytyjskiej America and West Indies Station, dowodzonej przez admirała Charlesa Kennedy’ego-Purvisa. Po wyposażeniu w zrzutnie bomb głębinowych pełnił służbę eskortową na obszarze Karaibów, bazując na Curaçao i Bermudach. Miał wtedy przydzielony numer taktyczny U 93. Po upadku Francji zawinął na Arubę, gdzie miał dopilnować odpłynięcia z wyspy stacjonujących tam oddziałów francuskich. 11 grudnia 1940 roku przechwycił niemiecki statek „Rhein”, usiłujący przedrzeć się z Tampico na wody macierzyste. Załoga zatrzymanego statku podpaliła go i zeszła do szalup, z których podjęli ją Holendrzy, zaś „Rhein” został zatopiony przez HMS „Caradoc”. W maju i czerwcu 1941 roku „Van Kinsbergen” zatrzymał i obsadził oddziałami pryzowymi dwa francuskie statki w służbie rządu Vichy.
Po zakończeniu przezbrojenia w stoczni w Liverpoolu jednostka wypłynęła we wrześniu 1941 roku w drogę powrotną do Indii Zachodnich, przewożąc do Gujany Holenderskiej 60 żołnierzy z Brygady Księżniczki Ireny. W tym rejsie nowym dowódcą okrętu był komandor Cornelis Hellingman. Po bezproblemowym rejsie do Paramaribo „Van Kinsbergen” powrócił do służby eskortowej na zachodnim Atlantyku, jako część Caribian Patrol Force. W połowie kwietnia 1942 roku wziął udział w bezskutecznym pościgu za U-130, który w nocy z 18 na 19 kwietnia ostrzelał instalacje rafinerii na Curaçao. Pod koniec sierpnia przeszedł na modernizację do Norfolk.
Po zakończeniu przezbrojenia, już jako pełnowartościowy eskortowiec, powrócił do działań w obszarze Karaibów. W listopadzie 1942 roku, płynąc w eskorcie konwoju TAG 20, ratował załogę amerykańskiej kanonierki „Erie”, poważnie uszkodzonej torpedą U-163 i wyrzuconej na płyciznę w pobliżu Willemstad. 23 kwietnia 1943 roku nastąpiła kolejna zmiana dowódcy: nowym został komandor Johannes Jacobus Lukas Willinge, już 19 sierpnia zastąpiony przez komandora Jana Augusta Gauwa, który pozostał na tym stanowisku do końca działań wojennych.
W czerwcu 1944 roku „Van Kinsbergen” eskortował do Miami liniowiec USAT „George Washington”. Wkrótce potem wszedł w skład Eastern Sea Frontiers Killer Group, bazującej w Nowym Jorku i poszukującej U-Bootów na zachodnim Atlantyku. W tym okresie swej służby zyskał przydomek „Latający Holender” (Flying Dutchman). Pod koniec stycznia 1945 roku okręt odstawiono do rezerwy w Wielkiej Brytanii i przeklasyfikowano na kanonierkę, ze znakiem taktycznym N 3. 31 sierpnia 1945 roku powrócił do Holandii, wpływając do portu w macierzystym Rotterdamie.

### Lata powojenne

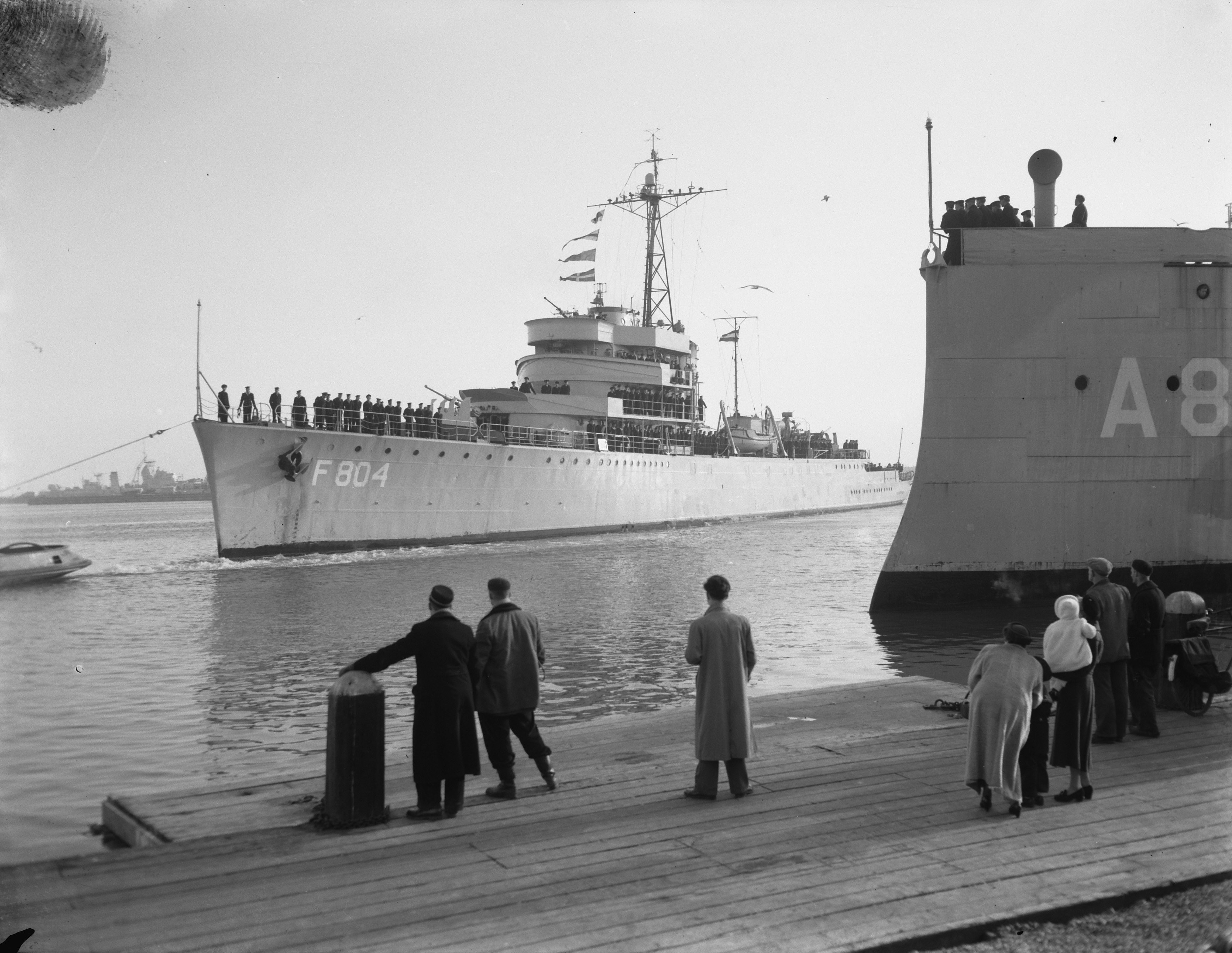
„Van Kinsbergen” z NATO-wskim numerem burtowym w 1955 roku

W październiku 1945 roku okręt został wysłany do Holenderskich Indii Wschodnich, gdzie oddziały holenderskie toczyły walki z partyzantką indonezyjską. Podczas rocznego pobytu na tamtejszych wodach wspierał ogniem artyleryjskim własne wojska, zaś po częściowym ustabilizowaniu panowania holenderskiego w kolonii powrócił do kraju.
Po przebudowie i przezbrojeniu w latach 1946−1947 „Van Kinsbergen” powrócił do roli okrętu szkolnego. Do początku 1949 roku odbył dwa rejsy do Indii Zachodnich, z kadetami na pokładzie. Przeklasyfikowany w 1950 roku na fregatę, otrzymał znak taktyczny NATO F 804. W lutym 1952 roku wypłynął do Nowej Gwinei, gdzie przez kolejne dwa lata służył jako kanonierka kolonialna. W tym czasie wizytował między innymi porty australijskie. Do Holandii powrócił w lutym 1955 roku. Jeszcze w tym samym miesiącu został wycofany ze służby liniowej i przeklasyfikowany na hulk mieszkalny A 876. W tej roli przetrwał do 1959 roku, kiedy został ostatecznie skreślony z listy floty i rozbrojony. Jako pływająca pracownia szkoły technicznej Koninklijke Marine był wykorzystywany do 1973 roku, a w roku następnym sprzedany na złom.